# Tamošiūnaitė
Tamošiūnaitė ist ein litauischer weiblicher Familienname einer ledigen Frau. Die männliche Form ist Tamošiūnas. 

## Personen
- Daiva Tamošiūnaitė (* 1966),  Radio- und Fernsehmoderatorin sowie Synchronsprecherin
- Edita Tamošiūnaitė (* 1976),  Politikerin, Bildungs- und Wissenschaftsvizeministerin